# عصام القرني
عصام الجوفي القرني من مواليد ولد 1995/4/29 لاعب كرة قدم سعودي محترف يلعب حالياً في نادي الدرعية، يلعب في مركز الوسط المتأخر.
كان يلعب في درجة الشباب في نادي الإتحاد و بعد انتهاء عقده مع الإتحاد مطلع عام 2014 وقع مع نادي النصر و لعب معهم في فئة الأولمبي و تم تصعيده للفريق الأول مطلع موسم 2016/2015 و انتهى عقده مع النصر في عام 2017 و وقع بعدها مع نادي الوحدة و أعير إلى نادي ضمك في يناير 2019 و وقع مع نادي أحد في صيف 2019 و لعب بعدها مع نادي حطين ونادي وج ونادي الانتصار والنادي العربي ونادي الدرعية.